# Бетти Буп
Бетти Буп (англ. Betty Boop) — персонаж рисованных мультфильмов, созданный Максом Флейшером. В 1932—1939 годах Paramount Pictures выпустила в общей сложности 99 короткометражных чёрно-белых мультфильмов о Бетти. Бетти Буп, по крайней мере в первые годы, отличалась неприкрытой сексуальностью персонажа, что привлекло зрителей, но в итоге привело к закрытию проекта.

## Возникновение образа
9 августа 1930 студия Флейшера выпустила звуковой мультфильм Dizzy Dishes, шестой в серии Talkartoon. Ведущий аниматор Грим Нэтвик представил в нём, среди прочих персонажей, собаку-пуделя, поющего живым голосом, имитирующим певицу Хелен Кейн (так же как и Флейшер, Кейн работала по контракту на Paramount). Характерную песню-скороговорку этого персонажа в будущем унаследовала Бетти Буп, а её озвучивание взяла на себя актриса Мэй Куэстел (Mae Questel). Впоследствии после успеха мультфильмов о Бетти, Кейн судилась с Флейшером и проиграла.

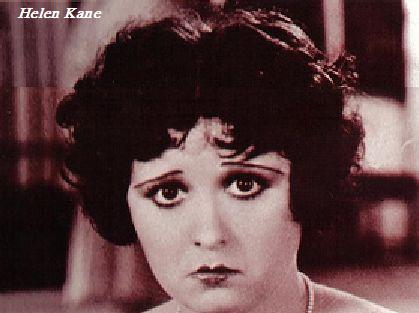
Хелен Кейн

В 1932 году Нэтвик очеловечил поющую собаку; в новом образе сохранились черты прежнего — причёска и длинные мочки ушей. В десяти первых фильмах Бетти-человек служила второстепенным персонажем (sidekick), иногда под именами Нэнси Ли и Нэн МакГру. Среди этих десяти серий — два единственных цветных фильма с участием Бетти. Если не считать эпизода в «Кто подставил кролика Роджера» (1988), все позднейшие фильмы с Бетти Буп — чёрно-белые.
Ряд изданий оспаривают преемственность образа Бетти Буп от певицы Хелен Кейн, заметив что сама певица полностью скопировала сценический образ чернокожей певицы — «Малышки» Эстер Ли Джонс, включая фразы «boop-boop-a-doop». Образ «Малышки» Эстер в свою очередь был частью сценической моды чернокожих девочек-певиц Гарлема в 20-е и 30-е годы. Таким образом сам образ Бетти Буп как Хелены Кейн можно рассматривать как форму присвоения чёрной культуры.

## Секс-символ
В 1932 году Дэйв Флейшер, брат Макса, доработал образ, сделав его откровенно сексуальным. Впервые в истории мультипликации главной чертой образа Бетти стала её женственность. Часто считается, что характер Бетти позаимстован у Клары Боу, также работавшей на Paramount. С выпуском короткометражки Minnie the Moocher, в которой пели Кэб Кэллоуэй и его оркестр, установилось и новое имя — Бетти Буп. Это имя навеяно скэтом boop-boop-a-doop Хелен Кейн в популярной песне «That's My Weakness Now». Родители Бетти, показанные в серии Minnie the Moocher — ортодоксальные евреи, однако в 1936 году оказалось, что её дедушка — настоящий старомодный американец «с дикого запада». По официальной версии авторов, «ей всегда было 16 лет». Minnie the Moocher и последующие восемь фильмов вышли в серии Talkartoon; после выпуска Stopping the Snow в августе 1932 года начался выпуск новой серии — Веtty Boop (90 фильмов).

## Цензура образа

В 1934 Бетти сменила откровенные наряды — на длинные юбки. Плакат 1935

В 1934 вступил в действие Кодекс Хейса — принятый кинопромышленностью свод правил о том, что можно, а что нельзя показывать в кино. Сложившийся образ Бетти не соответствовал новым правилам и подвергся радикальной самоцензуре. Юбки стали длиннее, исчезло откровенное декольте. Сама Бетти второй половины тридцатых — уже не вольная девица, а «одинокая домохозяйка». Персонаж потерял шарм, а вместе с ним и зрительский интерес. Для поддержания кассы в фильмах с Бетти вводились новые персонажи (в том числе Моряк Попай), но зрителей это не вернуло, и в 1939 проект был закрыт.

## Современность
В 1950-е годы фильмы с Бетти были выпущены на телеэкраны США, с изменёнными титрами. В 1960-е годы National Television Associates выкупило права на колоризацию старых лент. В 1974 и 1980 были выпущены полнометражные фильмы — компиляции из флейшеровских фрагментов. В 1988 Бетти «снялась» в эпизоде фильма «Кто подставил кролика Роджера» в роли официантки. В фильме она заявляет детективу Вэлианту, что «с тех пор, как в моду вошёл цвет, дела идут совсем туго. Но всё, что нужно, по-прежнему со мной!»
Пятью годами позже, Джерри Риз написал полнометражный сценарий фильма про Бетти для Metro-Goldwyn-Mayer; из-за смены руководства MGM фильм не дошёл до стадии производства. В 1994 Библиотека конгресса США внесла одну из серий, «Белоснежка» (1933), в национальный реестр исторических фильмов.
Права на старые фильмы Флейшера многократно переходили из рук в руки. По законам США, 22 из 90 серий находятся в общественном достоянии и доступны в Архиве Интернета. Правами на выпуск видео для домашнего просмотра владеет Lions Gate Home Entertainment, правами телевизионного проката — CBS Paramount Television. Авторские права на образ Бетти и торговую марку принадлежат King Features Syndicate и Fleischer Studios.
В 2013–2014 гг. студией «Olive Films» под названием «Betty Boop: Essential Collection» было выпущено четыре сборника (соответственно 12, 12, 12 и 13 мультфильмов в каждом). Для этого проекта компания отсканировала в разрешении 4K негативы и выпустила продукт на дисках Blu-ray и DVD. Несмотря на то что коллекция является неполной, переоцифровка и выпуск оставшейся части фильмов не планируется.

## Пародия
- В мультфильме «Мультреалити» персонаж Тутси является пародией на Бетти, в частности, пародируются изменение идеалов красоты.